# Северни голорепи оклопник
Северни голорепи оклопник (лат. Cabassous centralis) је сисар из реда Cingulata и фамилије Chlamyphoridae. 

## Распрострањење
Ареал северног голорепог оклопника обухвата већи број држава. Врста има станиште у Венецуели, Колумбији, Мексику, Панами, Никарагви, Костарици, Гватемали, Хондурасу, Салвадору и Белизеу.

## Станиште
Станишта врсте су шуме и саване. Врста је по висини распрострањена од нивоа мора до 1.800 метара надморске висине. 

## Угроженост
Подаци о распрострањености ове врсте су недовољни.